# Sarah Polley
Sarah Ellen Polley (Toronto,  8 de enero de 1979) es una actriz, cantante y directora de cine canadiense. Ha participado en películas como The Sweet Hereafter (1997) de Atom Egoyan (donde colaboró en algunas canciones como vocalista), Viviendo sin límites (1999), Dawn of the Dead (2004), La vida secreta de las palabras (2005) y Las aventuras del barón Munchausen (1988) de Terry Gilliam.
Además, ha recibido grandes elogios como directora de cine por sus películas Away from Her (2006) y Women Talking (2022). En 2023 recibió su primer Premio Óscar en su segunda nominación al premio Óscar al mejor guion adaptado, por Women Talking.

## Biografía
Sarah es la más joven de los tres hijos de Michael Polley, un actor británico (asistió a clases de interpretación con Albert Finney en Inglaterra antes de mudarse a Canadá), y la actriz y directora de casting Diane Polley, que murió de cáncer poco antes del undécimo cumpleaños de Sarah. Sin embargo, siendo ya adulta descubrió que su verdadero padre biológico es el productor cinematográfico Harry Gulkin, con quien su madre tuvo una aventura mientras trabajaba en una obra de teatro en Montreal (como se narra en Stories We Tell, un documental dirigido por Sarah).
A pesar de ser una estudiante magnífica no se graduó en la Earl Haig Secondary School.

## Carrera profesional

### Inicios y primeros papeles
Su primera aparición cinematográfica fue a los cuatro años, en el papel de Molly en Navidades mágicas (1985) una película de Disney. Más tarde hizo el primer episodio de la famosa serie Friday the 13th: The Series. A los ocho años, se presentó al papel del título en la serie de televisión Ramona, basada en los libros de Beverly Cleary. Aunque sería un año más tarde cuando saltó al gran público como Sara Stanley en la popular serie de televisión de la CBC Road to Avonlea, producida por Kevin Sullivan. La serie la hizo famosa y económicamente independiente, y se ganó el cariño de la prensa de Canadá.
Después de siete años con el programa, Sarah se puso furiosa por la americanización de la serie después de que fuese comprada por el canal de Disney para su distribución en los Estados Unidos, por lo que dejó la serie temporalmente. Poco más tarde, la serie fue cancelada (por falta de audiencia), aunque ella volvió como Sara Stanley para el episodio final.
Su desencanto con Disney se arraigó en un incidente durante la Guerra del Golfo, cuando Disney la invitó a que apareciera en un Children's Awards Show en Washington D. C., la joven de doce años usó un símbolo de la paz en el acontecimiento desoyendo a los productores. Disney la ha puesto en su lista negra desde entonces.
Después del problema con Disney, Polley centró sus esfuerzos en la política de izquierdas, convirtiéndose en un miembro prominente del nuevo partido democrático, donde tuvo como mentor político a Peter Kormos. Económicamente independiente desde los catorce años, en 1993 la joven inconformista de izquierdas comenzó a vivir con un hombre veinte años mayor que ella en su propia casa. En 1995, perdió varios dientes en un enfrentamiento con la policía mientras protestaba contra el gobierno conservador de Mike Harris en Queen's Park, Toronto.
Posteriormente se implicó con la Ontario Coalition Against Poverty. Después del incidente en Ontario volvió a la actuación con The Sweet Hereafter (1997) que atrajo una atención considerable en USA; este papel la convertiría en una de las favoritas del Festival de Cine de Sundance.
Se presentó para el papel de Penny Lane en la megaproducción Casi famosos, pero abandonó el proyecto para volver a Canadá y rodar una película de bajo presupuesto, The Law of Enclosures (2000). El papel recayó en Kate Hudson. En 2003, era parte del equipo consultivo del reelegido alcalde de Toronto David Molinero, y ese septiembre se casó con David Wharnsby, con el que llevaba saliendo un total de siete años.
En 2004, protagonizó El amanecer de los muertos dirigida por Zack Snyder, remake de la película del mismo nombre, dirigida en aquel entonces por George A. Romero. En 2008, apareció en la miniserie para televisión como Nabby Smith, John Adams; también participó en la película alabada por la crítica, Mr. Nobody.
Aunque nunca anunció su retiro como actriz, desde 2010, no ha vuelto a la interpretación.

### Como directora y creadora
Hizo su debut en la dirección con la película Lejos de ella (2006), basada en el cuento de Alice Munro The Bear Came Over the Mountain. La película, con Julie Christie como protagonista, fue estrenada en el festival internacional de Toronto del 11 de septiembre de 2006. La película gustó mucho en Variety, the Hollywood Reporter, y en los tres diarios de Toronto, que destacaron las actuaciones de Christie y de su compañero el canadiense Gordon Pinsent, y la dirección de Polley. Lejos de ella fue adquirida por Lionsgate para su lanzamiento en los Estados Unidos por la suma de $750 000. En la gala de 2008, de los premios Genie, recibió el premio Claude Jutra, el cual reconoce el mejor debut cinematográfico de un director.
Polley escribió y dirigió su segundo largometraje, Take This Waltz (2011), protagonizada por Michelle Williams, Luke Kirby, Seth Rogen y Sarah Silverman, que se estrenó en el Festival Internacional de Cine de Toronto en 2011. Un año más tarde, estrenó su primera película documental, Stories We Tell, la cual se estrenó en el 69.º Festival Internacional de Cine de Venecia en competencia en la categoría Venice Days, y su estreno en Norteamérica siguió en el Festival Internacional de Cine de Toronto de 2012. El documental aclamado por la crítica examinó los secretos familiares en la propia infancia de Polley.
A finales de 2012, Polley anunció que iba a adaptar la novela Alias Grace de Margaret Atwood. Polley le escribió por primera vez a Atwood pidiéndole para adaptar la novela cuando tenía 17 años. esperaron durante 20 años hasta que ella estuvo lista para hacer la serie. En agosto de 2014, Polley anunció que Alias Grace se estaba adaptando a una miniserie de seis episodios. En junio de 2016, Polley se confirmó como también productora. La serie se estrenó en 2017 en CBC Television en Canadá; y se transmitió en Netflix a nivel mundial, fuera de Canadá. Recibió críticas positivas.
En diciembre de 2020, se anunció que Polley dirigiría Women Talking basada en la novela del mismo nombre de Miriam Toews para Orion Pictures. Se estrenó en el 49° Festival de Cine de Telluride, el 2 de septiembre de 2022 y ampliamente el 23 de diciembre de 2022. La película obtuvo buenas críticas, con un índice de aprobación del 90%, entre las reseñas de los críticos en Rotten Tomatoes. Shirley Li de The Atlantic lo llamó "cine vibrante", mientras que Anna Bogutskaya de Time Out dijo que "imagina la emancipación femenina como una experiencia honesta, furiosa y afectuosa".

## Filmografía

### Como actriz

#### Cine
| Año  | Título                             | Papel                    |
| ---- | ---------------------------------- | ------------------------ |
| 1985 | One Magic Christmas                | Molly Monaghan           |
| 1986 | Confidential                       | Emma                     |
| 1987 | Tomorrow's a Killer                | Karla                    |
| 1987 | Mano de oro                        | Christy Donaldson        |
| 1987 | Blue Monkey                        | Ellen                    |
| 1988 | Las aventuras del Barón Munchausen | Sally Salt               |
| 1989 | Babar: The Movie                   | Celeste (joven, voz)     |
| 1994 | Exótica                            | Tracey Brown             |
| 1996 | Joe's So Mean to Josephine         | Josephine                |
| 1997 | The Sweet Hereafter                | Nicole Burnell           |
| 1997 | The Hanging Garden                 | Rosemary (joven)         |
| 1997 | The planet of Junior Brown         | Butter                   |
| 1998 | Jerry and Tom                      | Deb                      |
| 1998 | Last Night                         | Jennifer 'Jenny' Wheeler |
| 1999 | Viviendo sin límites               | Ronna Martin             |
| 1999 | ExistenZ                           | Merle                    |
| 1999 | The life before this               | Connie                   |
| 2000 | El peso del agua                   | Maren Hontvedt           |
| 2000 | Love come down                     | Hermana Sarah            |
| 2000 | The Law of Enclosures              | Beatrice                 |
| 2000 | The Claim                          | Hope Dillon              |
| 2001 | No Such Thing                      | Beatrice                 |
| 2003 | Un día sin mexicanos               | Gwen                     |
| 2003 | Mi vida sin mí                     | Ann                      |
| 2004 | Dawn of the dead                   | Ana Clark                |
| 2004 | The I Inside                       | Clair                    |
| 2005 | El retorno de la bestia            | Selma                    |
| 2005 | La vida secreta de las palabras    | Hanna                    |
| 2009 | Splice                             | Elsa Kast                |
| 2009 | Mr. Nobody                         | Elise (adulta)           |
| 2010 | Trigger                            | Hillary                  |

### Televisión
| 1988–1989          | Ramona            | Ramona Quimby       | Papel protagonista                            |
| 1989               | Lantern Hill      | Jody Turner         | Telefilme                                     |
| 1990–1996          | Road to Avonlea   | Sara Stanley        | Protagonista (temporadas 1–5), invitada (6–7) |
| 1993               | The Hidden Room   | Alice               | Episodio: "Dangerous Dreams"                  |
| 1994               | Take Another Look | Amy                 | Telefilme                                     |
| 1998               | White Lies        | Catherine Chapman   | Telefilme                                     |
| 1999               | Made in Canada    | Rhonda              | Episodio: "It's a Science"                    |
| 2006               | Slings & Arrows   | Sophie              | Recurrente (temporada 3)                      |
| 2008               | John Adams        | Abigail Adams Smith | Miniserie                                     |
| (Fuente: IMDb.com) |                   |                     |                                               |

### Como creadora
| 2006               | Away from Her            | Sí | Sí | No        | Nominada al Oscar al mejor guion adaptado |
| 2011               | Take This Waltz          | Sí | Sí | Ejecutiva |                                           |
| 2012               | Stories We Tell          | Sí | Sí | No        | Película documental                       |
| 2022               | Women Talking            | Sí | Sí | No        | Nominada al Oscar a la mejor película     |
| Cortometraje       |                          |    |    |           |                                           |
| 1999               | Don't Think Twice        | Sí | Sí | Sí        |                                           |
| 1999               | The Best Day of My Life  | Sí | Sí | No        |                                           |
| 2001               | I Shout Love             | Sí | Sí | No        |                                           |
| 2002               | All I Want for Christmas | Sí | No | No        |                                           |
| 2013               | Making a Scene           | No | Sí | No        |                                           |
| Televisión         |                          |    |    |           |                                           |
| 2004               | The Shields Stories      | Sí | Sí | No        | Episodio: "The Harp"                      |
| 2016               | Secret Path              | No | No | Ejecutiva | Telefilme                                 |
| 2017               | A Better Man             | No | No | Ejecutiva | Documental para televisión                |
| 2017               | Alias Grace              | No | Sí | Sí        | Miniserie                                 |
| 2020               | Hey Lady!                | Sí | No | No        | 8 episodios                               |
| (Fuente: IMDb.com) |                          |    |    |           |                                           |

## Reconocimientos
El 16 de octubre de 2010, recibió una estrella en el Paseo de la Fama de Canadá. Polley fue nombrada Oficial de la Orden de Canadá el 30 de diciembre de 2013.

### Premios y nominaciones
| Año  | Premio                                | Categoría               | Trabajo               | Resultado |
| ---- | ------------------------------------- | ----------------------- | --------------------- | --------- |
| 2008 | Premios Óscar                         | Mejor guion adaptado    | Lejos de ella         | Nominada  |
| 2022 | Premios Óscar                         | Mejor guion adaptado    | Ellas hablan          | Ganadora  |
| 2022 | Premios de la Crítica Cinematográfica | Mejor director          | Ellas hablan          | Nominada  |
| 2022 | Premios de la Crítica Cinematográfica | Mejor guion adaptado    | Ellas hablan          | Ganadora  |
| 1997 | Premios Genie                         | Mejor canción original  | Sweet Hereafter       | Nominada  |
| 1997 | Premios Genie                         | Mejor actriz            | Sweet Hereafter       | Nominada  |
| 2001 | Premios Genie                         | Mejor actirz            | The Law of Enclosures | Nominada  |
| 2004 | Premios Genie                         | Mejor actriz            | Mi vida sin mí        | Ganadora  |
| 2023 | Premios Globos de Oro                 | Mejor guion             | Ellas hablan          | Nominada  |
| 2003 | Premios Goya                          | Mejor actriz            | Mi vida sin mí        | Nominada  |
| 1999 | Premios Independent Spirit            | Mejor actriz de reparto | Viviendo sin límites  | Nominada  |
| 2022 | Premios Independent Spirit            | Premio Robert Altman    | Premio Robert Altman  | Ganadora  |
| 2022 | Premios Independent Spirit            | Mejor director          | Ellas hablan          | Nominada  |
| 2022 | Premios Independent Spirit            | Mejor guion             | Ellas hablan          | Nominada  |
| 2014 | Premios del Sindicato de Escritores   | Mejor guion documental  | Stories We Tell       | Ganadora  |
| 2022 | Premios del Sindicato de Escritores   | Mejor guion adaptado    | Ellas hablan          | Ganadora  |
| 1997 | Toronto Film Critics Association      | Mejor actriz revelación | Sweet Hereafter       | Ganadora  |
| 2023 | Premio Oscar                          | Mejor guion adaptado    | Women Talking         | Ganadora  |